# Okliny
Okliny is een dorp in de Poolse woiwodschap Podlachië. De plaats maakt deel uit van de gemeente Wiżajny.